# O-Bahn

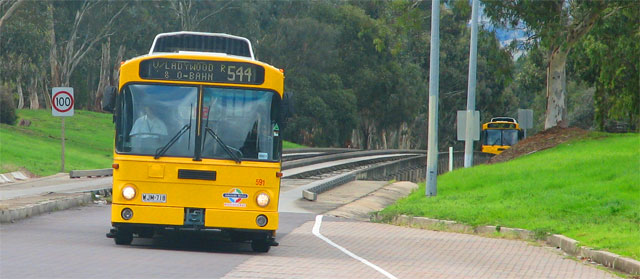
Un autobus O-Bahn appena uscito da un percorso riservato

Con il termine O-Bahn (formato a partire dalla parola latina omnibus "autobus" e dalla parola tedesca Bahn "strada, via" sul modello di U-Bahn, "metropolitana") si indica un tipo di trasporto pubblico su gomma a guida vincolata meccanicamente con un percorso dedicato dove la velocità massima consentita può arrivare fino a 100 km/h. La O-Bahn è stata ideata dalla Daimler-Benz e costruita per la prima volta al mondo nel 1980 nella città tedesca di Essen, per permettere agli autobus di evitare la congestione del traffico in superficie condividendo anche i tunnel riservati ai tram.
Il sistema O-Bahn è considerato un servizio Bus Rapid Transit.
Uno dei servizi più estesi che fanno uso di questo sistema è quello di Adelaide (Australia).
I mezzi usati dalle O-Bahn sono classici autobus ai quali sono agganciate delle rotelline che scorrono su supporti verticali laterali lisci che quindi rendono impossibile lo scavalcamento da parte degli stessi autobus e permettono di mantenere la traiettoria costante come un treno che scorre sulle rotaie. Questo sistema permette di ridurre l'ampiezza della corsia stessa al minimo indispensabile e rende superfluo lo sterzo. Inoltre nei tratti in viadotto o comunque riservati solo ai mezzi O-Bahn sono costruite solo le piastre dove scorrono le ruote mentre non viene costruita la zona centrale.
I bus O-Bahn possono anche essere utilizzati in modalità classica.
Diversi sono i sistemi O-Bahn nel mondo i quali utilizzano diversi mezzi e diversi nomi (O-Bahn è il nome usato solo ad Adelaide).
A San Paolo il sistema O-Bahn è chiamato Fura-Fila e vengono utilizzati filobus.

## Confronto con altri sistemi

### Optiguide
Un sistema simile all'O-Bahn per quanto riguarda il mantenimento della traiettoria costante è l'Optiguide prodotto dalla Siemens Transportation Systems ed è installato in alcune versioni degli autobus Irisbus Agora, Irisbus Citelis e Irisbus Civis. Tuttavia il meccanismo di base è completamente diverso: infatti il sistema della Siemens si basa sull'elaborazione, per mezzo di un sensore ottico (una telecamera posta nella parte anteriore), dell'apposita segnaletica orizzontale posta sull'asfalto mantenendo la traiettoria costante.

### Phileas
Un altro sistema simile all'O-Bahn per quanto riguarda il mantenimento della traiettoria costante è il Phileas. Tuttavia il meccanismo di base è completamente diverso: infatti il Phileas si basa su guide magnetiche annegate nell'asfalto che permettono di mantenere la traiettoria costante.

## Galleria d'immagini
|  |  |  |  |

|  |  |  |  |